# Asano Nagatomo
Asano Nagatomo (浅野 長友, 4 novembre 1643 - 20 février 1675) est un daimyo de l'époque d'Edo à la tête du domaine d'Akō. Il est le père du célèbre Asano Naganori.

## Source de la traduction
- (en) Cet article est partiellement ou en totalité issu de l’article de Wikipédia en anglais intitulé « Asano Nagatomo » (voir la liste des auteurs).